# Щоголев, Иван Евгеньевич
Иван Евгеньевич Щоголев (укр. Іван Євгенович Щоголев, позывной — Щегол; 6 июля 1998, Харьков — 25 марта 2023, Берестовое) — украинский военнослужащий, младший сержант, участник российско-украинской войны. Герой Украины (8 июля 2023, посмертно).

## Биография
Родился в Харькове, окончил школу № 52 и Харьковский профессиональный лицей машиностроения, получив специальность токаря-фрезеровщика широкого профиля. С 2012 года был активным болельщиком футбольного клуба «Металлист» и участником фанатского объединения SPC.
С 2016 года участвовал в боевых действиях на востоке Украины в составе Добровольческого украинского корпуса «Правый сектор», служил в Первой штурмовой роте под командованием Дмитрия «Да Винчи» Коцюбайло. Позднее подписал контракт с Вооружёнными силами Украины и служил в 92-й отдельной механизированной бригаде имени кошевого атамана Ивана Сирка, где основал и возглавил разведывательное подразделение «Бешкетники Сірка».
25 марта 2023 года погиб в результате артиллерийского обстрела на Донетчине, возвращаясь с наблюдательного пункта. Похоронен 29 марта на Аллее Славы городского кладбища № 18 в Харькове.

## Награды
- Звание «Герой Украины» с удостоением ордена «Золотая Звезда» (8 июля 2023, посмертно) — за личное мужество и героизм, проявленные в защите государственного суверенитета и территориальной целостности Украины, верность военной присяге[4].
- Орден «За мужество» III степени (13 апреля 2022) — за личное мужество и самоотверженные действия, проявленные в защите государственного суверенитета и территориальной целостности Украины, верность военной присяге[5].

## Память
В январе 2024 года в Харькове улица Уральская была переименована в улицу Ивана Щоголева.